# 베니션 라스베이거스

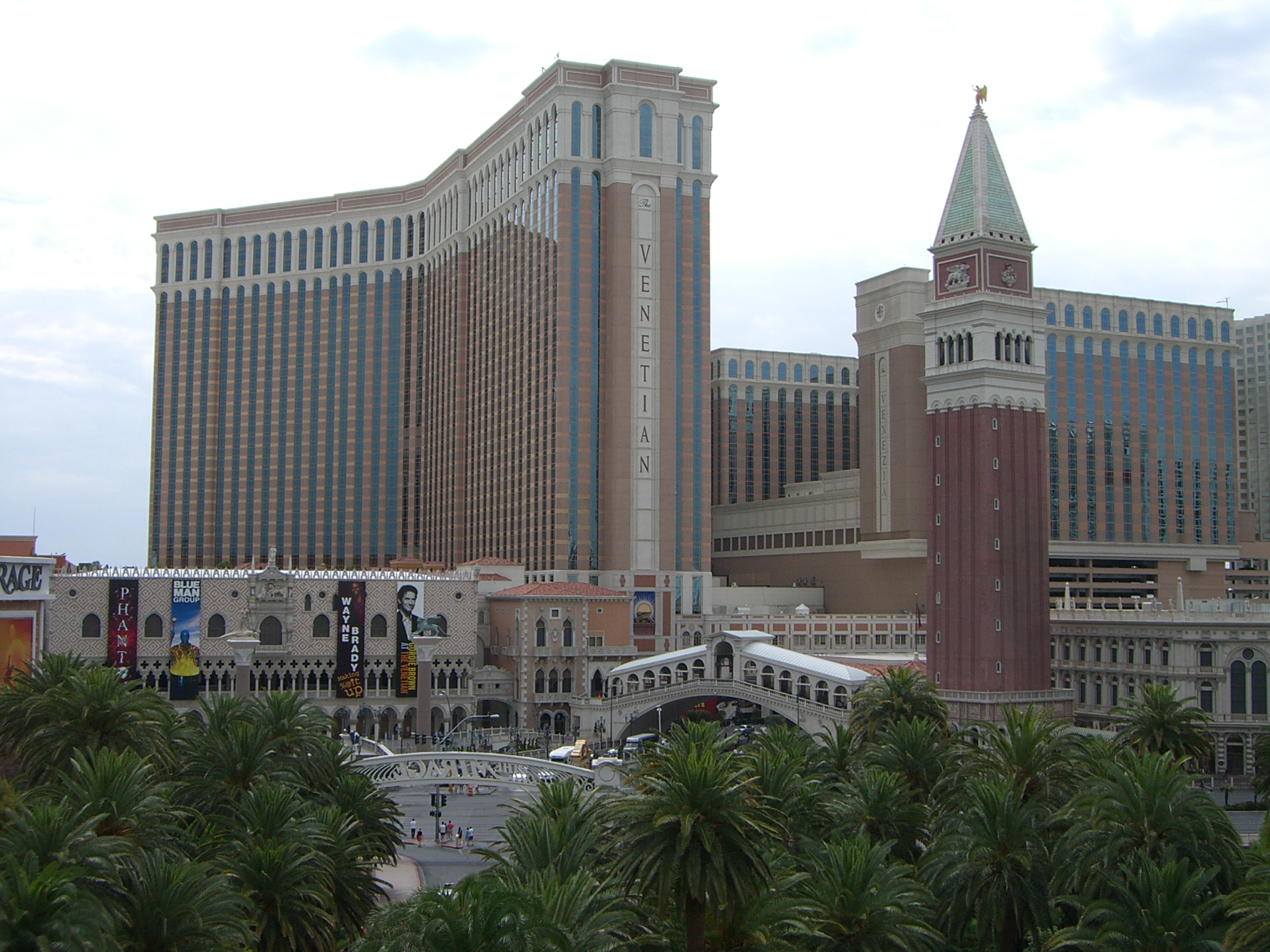
베니션 라스베이거스

베니션 라스베이거스(The Venetian Las Vegas)는 미국 네바다주 라스베이거스 스트립 패러다이스의 카지노, 호텔이다. 이탈리아의 베네치아를 모티브로 하고 있다. 높이는 지상 36층에 약 4,000여 개의 객실을 보유하고 있는 미국 최대의 호텔이다.

## 소개된 작품
- 레인 맨 (1988년 영화)